# 0001 Strat
A #0001-es szériaszámú Stratocaster, egy Fender elektromos gitár, mely jelenleg a Pink Floyd gitárosának, David Gilmournak a tulajdonában áll.
Gilmour híres gitárgyűjteménnyel rendelkezik. Hangszerei között többek között megtalálható egy 1955-ös Fender Esquire (mely az About Face című szólóalbumának borítóján is látható), illetve egy 1959-es „Gold Top” Gibson Les Paul P-90-es hangszedőkkel, amit például az Another Brick In The Wall című Pink Floyd szám gitárszólójának felvételei során használt. De gyűjteményében megtalálható még egy 1957-es Gibson Les Paul Custom, melynek különlegessége, hogy a tizenhatodik olyan gitár, mely három hangszedővel hagyta el a gyártósort.
Gilmor gyűjteményében található még a #0001-es sorozatszámmal ellátott Fender Stratocaster is, amely azonban nem az első legyártott példány, mivel a Fender sorozatszámok nem pontosan sorrendben követik egymást. Gyűjtők szerint a gitár 1954 márciusában, vagy májusában készülhetett, de a nyakrögzítő ponton található jelzés júniusra datálja a gitár elkészültét. Akik látták a hangszert azt állítják, hogy a kaliforniai Fullertonból rendelték egyedileg. A gitár eredetileg Leo Fender tulajdonában állt, akitől az 1970-es évek elején Phil Taylor, a Pink Floyd egyik technikusa vásárolta meg mindössze 900 dollárért. A gitár később ismeretlen összegért került Gilmour tulajdonába.
A hangszertest színe fakó olympic white aranyozott alumínium koptatólappal. A tremolókar, a híd és a jack aljzat szintén arannyal futtatottak. A szabályzó potméterek és a hangszedők fehér színűek, érdekességük, hogy egyáltalán nem sárgultak meg az évek során. A nyak jávorfa, a Stratocasterekhez hasonlóan 21 érintővel.